# Dolichoderus decollatus
Dolichoderus decollatus es una especie de hormiga del género Dolichoderus, subfamilia Dolichoderinae. Fue descrita científicamente por Smith en 1858.
Se distribuye por Bolivia, Brasil, Colombia, Ecuador, Guayana Francesa, Guyana, Panamá, Perú, Surinam y Trinidad y Tobago. Se ha encontrado a elevaciones de hasta 665 metros. Vive en microhábitats como la vegetación baja, nidos y la hojarasca.